# Kỷ Hợi
Kỷ Hợi (chữ Hán: 己亥) là kết hợp thứ 36 trong hệ thống đánh số Can Chi của người Á Đông. Nó được kết hợp từ thiên can Kỷ (Thổ âm) và địa chi Hợi (Lợn). Trong chu kỳ của lịch Trung Quốc, nó xuất hiện trước Canh Tý và sau Mậu Tuất.

## Các năm Kỷ Hợi
Giữa năm 1705 và 2205, những năm sau đây là năm Kỷ Hợi (lưu ý ngày được đưa ra được tính theo lịch Việt Nam, chưa được sử dụng trước năm 1967):
- 1719
- 1779
- 1839
- 1899
- 1959 (8 tháng 2, 1959 – 27 tháng 1, 1960)
- 2019 (5 tháng 2, 2019 – 24 tháng 1, 2020)
- 2079 (2 tháng 2, 2079 – 21 tháng 1, 2080)
- 2139
- 2199

## Sự kiện năm Kỷ Hợi
- 939 – Ngô Quyền xưng vương, đóng đô ở Cổ Loa (nay thuộc Hà Nội), mở đầu triều đại nhà Ngô kéo dài đến năm 965.
- 1959 — Bộ Chính trị Trung ương Đảng quyết định thành lập Đoàn 559, xây dựng tuyến chi viện chiến lược - đường Trường Sơn trên bộ và trên biển.